# Infierno Oriental
L'Infierno Oriental o pic Oriental d'Infierno és una muntanya de 3.076 m d'altitud, amb una prominència de 23 m, que es troba al massís de Infierno-Argualas, a la província d'Osca (Aragó).